# Patrice Esnault
Patrice Esnault (Orleans, 12 giugno 1961) è un ciclista su strada francese.

## Carriera
Professionista dal 1985 al 1994, ha vinto il Grand Prix du Midi Libre nel 1987 e una tappa della Vuelta a Espana nel 1990. 

## Palmarès
- 1983

Tour du Louret
- 1984

Grand Prix des Marbriers
Chrono des Nations
Isole Chrono Magdalen
- 1992

Parigi-Camembert

## Piazzamenti

### Grandi Giri
- Tour de France

1986: ritirato
1987: ritirato
1988: 78°
1991: 28°
1993: 119°
- Vuelta a Espana

1985: ritiro
1989: 59°
1990: ritiro
1991: 98°